# International Hotel
O International Hotel, frequentemente chamado localmente de I-Hotel, era um hotel residencial de ocupação de quarto individual de baixa renda localizado na Manilatown de São Francisco, Califórnia. Era o lar de muitos asiático-americanos, especialmente uma grande população filipino-americana. Por volta de 1954, o I-Hotel também abrigou em seu porão a boate original "hungry i", de Enrico Banducci. No final da década de 1960, empresas imobiliárias propuseram planos para demolir o hotel, o que exigiria a desalojamento de todos os inquilinos idosos do I-Hotel.
Em resposta, ativistas de habitação, estudantes, membros da comunidade e inquilinos se uniram para protestar e resistir ao despejo. Todos os inquilinos foram despejados em 4 de agosto de 1977 e o hotel foi demolido em 1981. Após a compra do terreno pela International Hotel Senior Housing Inc., ele foi reconstruído e inaugurado em 2005. Atualmente, o local compartilha espaços com a Escola St. Mary's e o Manilatown Center.

## História

### Hotel residencial
O I-Hotel, originalmente estabelecido como um local de luxo para viajantes em 1854, mudou-se para a Kearny Street em 1873 e foi reconstruído em 1907 após o terremoto e incêndio de São Francisco de 1906. Durante as décadas de 1920 e 1930, milhares de trabalhadores asiáticos sazonais vieram residir no I-Hotel. As comunidades e edifícios ao redor do I-Hotel cresceram em um enclave filipino-americano de 10 quarteirões ao longo da Kearny Street conhecido como a Manilatown de São Francisco. Durante a década de 1960, os residentes podiam alugar um quarto no hotel por menos de US$ 50 por mês.
Era conhecido como uma opção de moradia de baixo custo para imigrantes chineses e moradores de Chinatown.(p251) Também era um ponto de encontro frequente para asiático-americanos de esquerda na Bay Area e, a partir de 1969, o Centro Comunitário Asiático funcionou em um de seus porões.(p251)

### Renovação urbana
Projetos de renovação urbana historicamente contribuíram para o processo contínuo de gentrificação, desestabilização e deslocamento de comunidades locais de seu local de origem. Durante o movimento de renovação e redesenvolvimento urbano de meados da década de 1960, o International Hotel foi alvo de demolição. Essa "renovação urbana" que ocorreu em resposta ao fim da Segunda Guerra Mundial destruiu o coração do Fillmore District, e centenas de lares e milhares de moradores foram deslocados devido aos planos da cidade de expandir o setor empresarial do centro da cidade. Em um nível econômico, os projetos de renovação urbana visavam expandir o desenvolvimento local e aumentar os lucros, mas levaram ao apagamento da presença e da história filipina por meio da remoção lenta, mas constante, de casas, empresas e centros de organização na área da Chinatown.
Em 1968, a Milton Meyer & Co., uma empresa imobiliária, emitiu avisos de despejo aos inquilinos do I-Hotel, com planos de demolir e substituir o I-Hotel por uma garagem de estacionamento. Essa demolição aconteceria simultaneamente à destruição de dez quarteirões de moradias de baixo custo, restaurantes, barbearias, mercados, clubes e outros negócios da comunidade filipina.
Em outubro de 1973, a Four Seas Investment Corporation, sediada na Tailândia, comprou o I-Hotel com intenções semelhantes de substituí-lo por um edifício ou estrutura mais lucrativo.

### Resistência e despejo
Durante anos após os primeiros avisos de despejo terem sido entregues em 1968, muitas pessoas se envolveram na longa luta que ocorreu nas ruas, nos tribunais e na vida cotidiana dos moradores do I-Hotel de Manilatown.
Em 1969, inquilinos e ativistas negociaram com sucesso um contrato de locação estendido com a Milton Meyer & Co. Para financiar esse contrato, as oficinas de arte asiático-americanas Kearny Street Workshop e Jackson Street Gallery, bem como outras organizações e empresas culturais que pagavam aluguel, como a Everybody's Bookstore, mudaram-se para o porão do I-Hotel. No entanto, em 1974, os inquilinos receberam notificações de despejo da Four Seas Investment Corporation, forçando os organizadores comunitários a revisar seus planos de resistir ao despejo.
O poeta e historiador comunitário Al Robles desempenhou um papel fundamental na organização da ampla coalizão de manifestantes, assim como o presidente da Associação de Inquilinos do International Hotel, Emil de Guzman, e os inquilinos Wahat Tampao e Felix Ayson. Ed Lee se voluntariou para a causa, trabalhando nos termos de vários acordos antidespejo como advogado do Caucus Jurídico Asiático. Ativistas estudantis asiático-americanos da vizinha Universidade da Califórnia em Berkeley e da Universidade Estadual de São Francisco também se juntaram aos protestos, voluntariando-se para consertar e repintar o I-Hotel para que permanecesse habitável para os inquilinos, mesmo que a Four Seas Investment Corporation não conseguisse manter os serviços básicos.

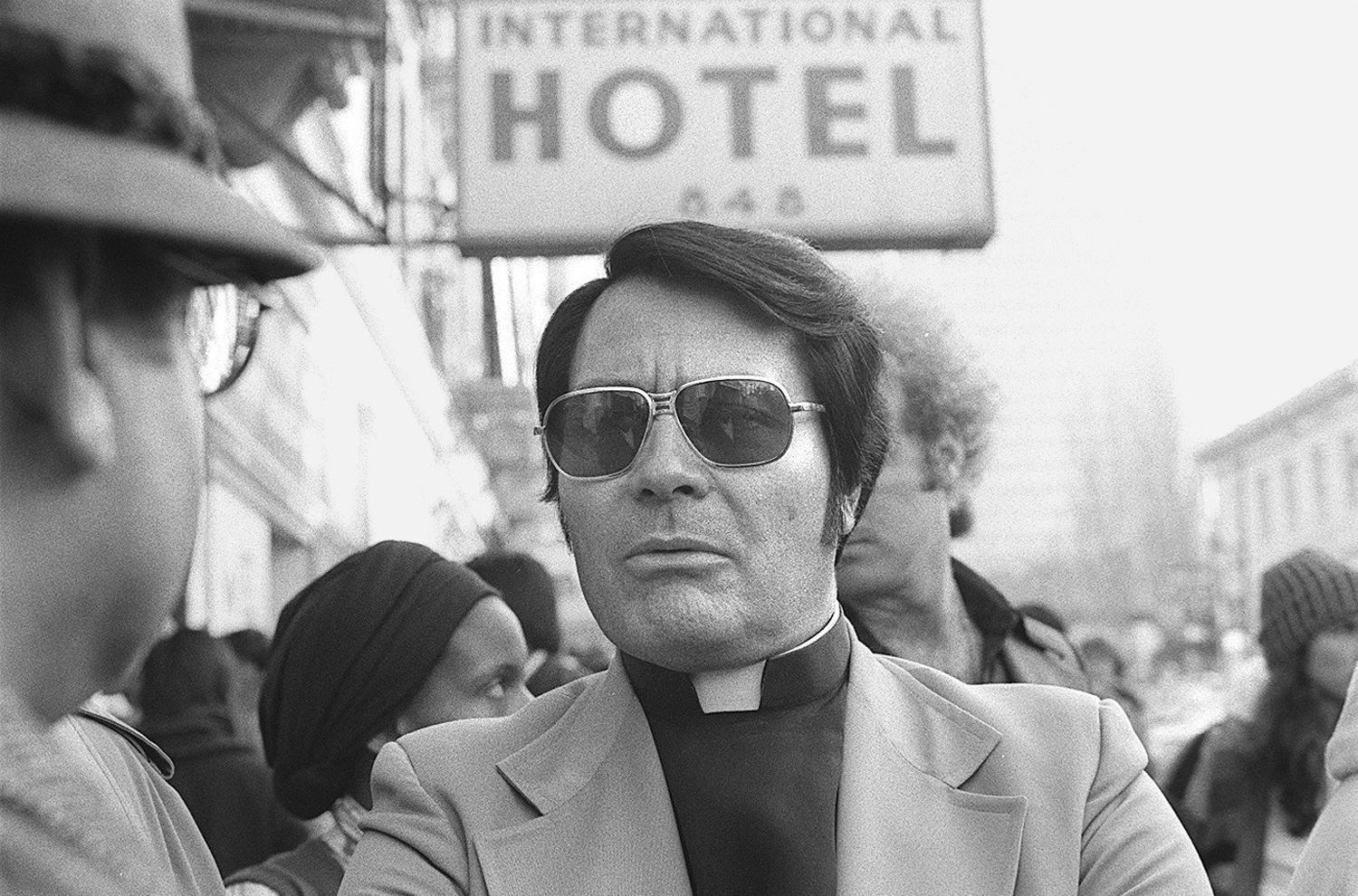
Jim Jones em frente ao l-Hotel em janeiro de 1977

O controverso líder do Templo do Povo, Jim Jones, também se envolveu na luta pelo I-Hotel. Após a nomeação de Jones como presidente da Comissão da Autoridade Habitacional de São Francisco, a Autoridade Habitacional votou pela aquisição do edifício com US$ 1,3 milhão em fundos federais e, em seguida, sua transferência para grupos de direitos dos inquilinos.
Quando um tribunal rejeitou o plano e ordenou despejos em janeiro de 1977, o Templo do Povo forneceu duas mil das cinco mil pessoas que cercavam o prédio, barricaram as portas e gritaram "Não, não, não despejos!" O xerife Richard Hongisto, um aliado político de Jones, recusou-se a executar a ordem de despejo, o que resultou em Hongisto sendo considerado em desacato ao tribunal e cumprindo cinco dias em sua própria prisão.
Na madrugada de 4 de agosto de 1977, 400 policiais de choque de São Francisco começaram a remover fisicamente os inquilinos dos quartos, apesar dos 3.000 manifestantes tentarem cercar e barricar o I-Hotel. Em seis horas, todos os 55 inquilinos restantes foram despejados. No total, 197 inquilinos foram despejados.

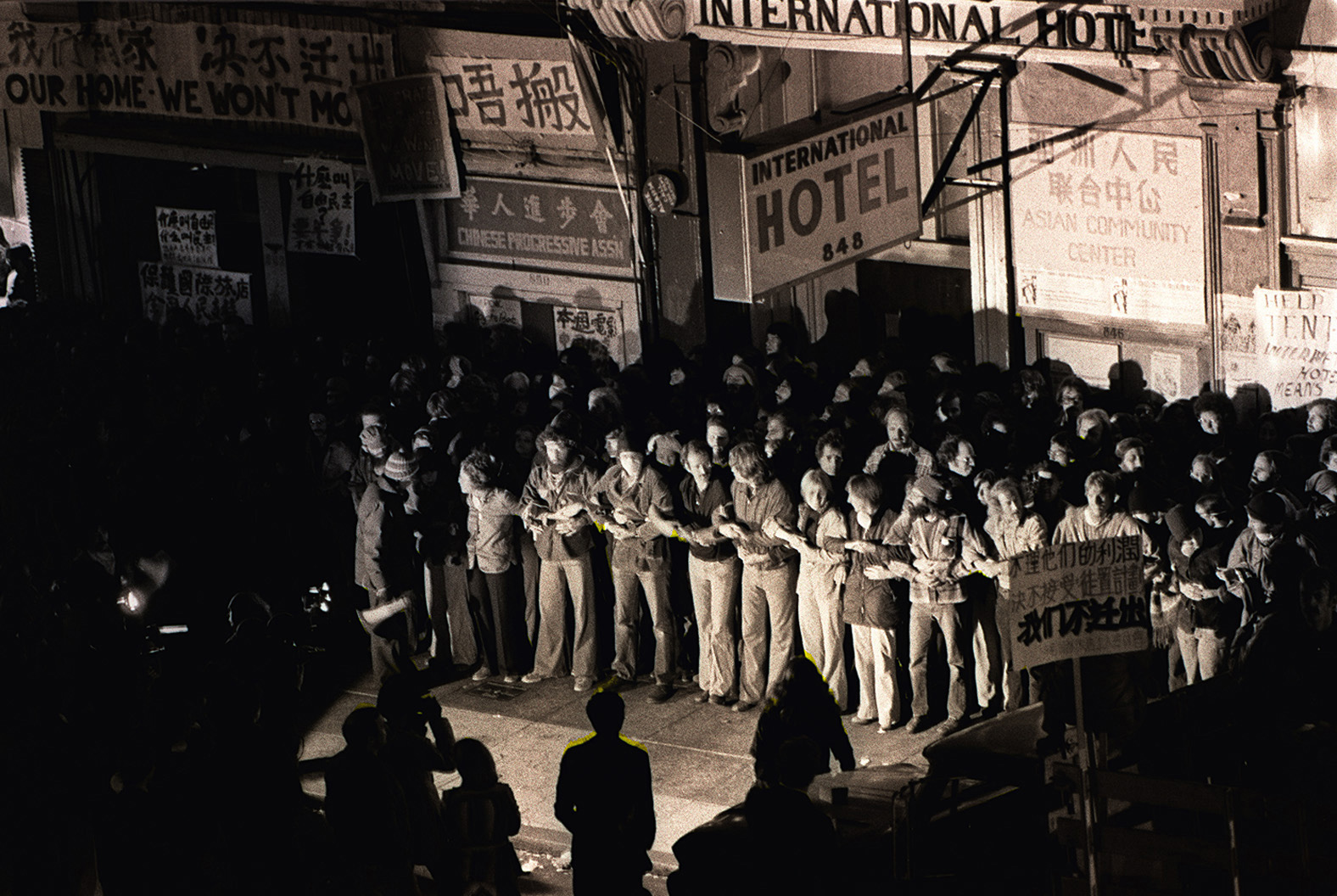
Manifestantes em frente ao I-Hotel em 4 de agosto de 1977

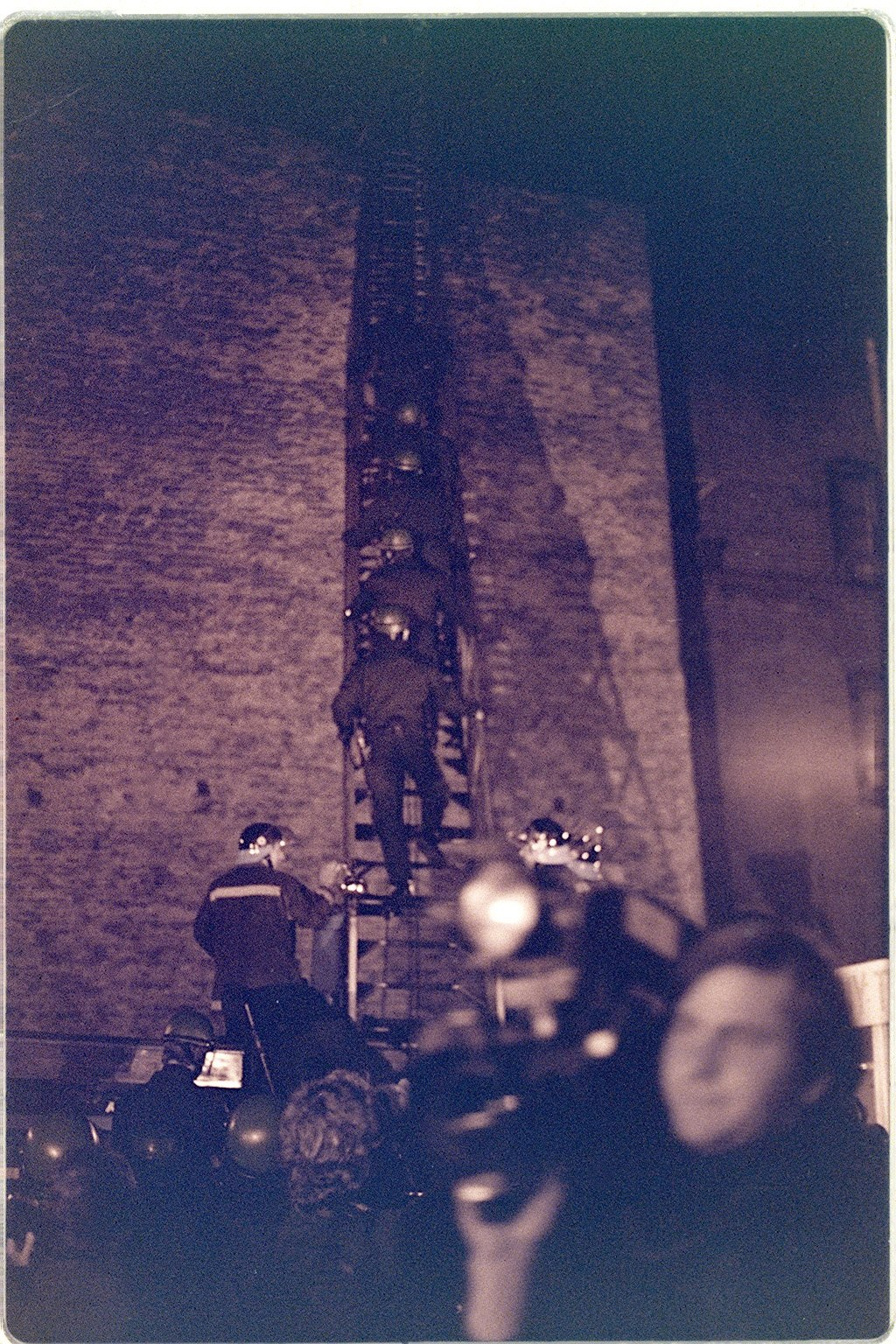
San Francisco Police Department entrando no I-Hotel pela escada

## International Hotel Manilatown Center
Em 1994, a imobiliária Pan-Magna vendeu o terreno do I-Hotel para a Arquidiocese de São Francisco. Posteriormente, uma doação de US$ 8,3 milhões do Departamento de Habitação e Desenvolvimento Urbano dos Estados Unidos foi concedida para facilitar o desenvolvimento de moradias de baixa renda. O Centro de Desenvolvimento Comunitário de Chinatown foi escolhido para administrar esta doação.
Em 2003, teve início a construção do novo I-Hotel, concluído em 26 de agosto de 2005. O novo edifício conta com 105 apartamentos para idosos. Foi realizado um sorteio para determinar a prioridade de ocupação, com prioridade para os moradores restantes do I-Hotel original.
A ocupação teve início em outubro de 2005, e o novo edifício também conta com um centro comunitário no térreo e uma exposição histórica em homenagem ao I-Hotel original. Além disso, um novo mural no local do novo edifício, de autoria de Johanna Poethig, apresenta Robles, Etta Moon, Bill Sorro e outros ativistas inquilinos, celebrando sua luta pela preservação de moradias populares em São Francisco.

## Representações na cultura popular
- Street Music (1981) é um filme sobre um despejo fictício de um hotel semelhante no Tenderloin.[16]
- O hotel e seus idosos inquilinos filipinos estavam em uma cena do filme independente de 1982, Chan Is Missing, de Wayne Wang.[17]
- The Fall of the I-Hotel (1983) é um documentário escrito e dirigido por Curtis Choy que narra a luta pelo I-Hotel e o despejo de seus inquilinos. O documentário é narrado por Al Robles.[18]
- The Manilatown Series (2005) é uma série de documentários e curtas-metragens escritos e dirigidos por Curtis Choy que traça a posterior reconstrução do I-Hotel.[19]
- I Hotel (2010), um livro de Karen Tei Yamashita, usa o I-Hotel como cenário para muitas das dez novelas interconectadas que contam histórias do período de 1968 a 1977.[20]
- "Save the I-Hotel", um conto da coleção Monstress (2012) da autora Lysley Tenorio, apresenta as memórias de um manong sobre o I-Hotel antes do despejo.[21]
- Remember the I-Hotel, uma peça baseada em "Save the I-Hotel" de Lysley Tenorio, foi apresentada pelo American Conservatory Theater em novembro de 2015.[22]
- No décimo sexto episódio da quarta temporada de Barney Miller, intitulado "Eviction",[23] o enredo foi vagamente baseado nos eventos que aconteceram no hotel.